# Schulgebäude Fürker Irlen
Das Schulgebäude Fürker Irlen ist ein denkmalgeschütztes ehemaliges Schulgebäude im Solinger Stadtteil Merscheid.

## Geschichte
Das Schulgebäude wurde kurz nach dem Ersten Weltkrieg nahe Fürker Irlen errichtet, um darin die katholische Volksschule unterzubringen, die 1890 an der damaligen Poststraße und heutigen Merscheider Straße gegründet worden war. Als Bauzeit werden die Jahre 1918/1919 vermutet. Nach der Einstellung des Schulbetriebs 1939 wurde das Gebäude während des Zweiten Weltkriegs als Hauptschule genutzt. Ab dem Jahr 1945 wurde die Gemeinschaftsvolksschule Fürker Irlen eingerichtet, die katholische Volksschule Merscheid nahm 1948 ihren Betrieb zunächst im Schulgebäude Erholungstraße auf, bevor sie in den 1950er Jahren an den alten Standort Fürker Irlen zurückkehrte.
Im Jahre 1968 wurden die Schule entkonfessionalisiert und zusammen mit der ehemaligen evangelischen Volksschule Merscheid im Schulgebäude Erholungstraße zur Grundschule Erholungstraße zusammengeschlossen. Im Gebäude Fürker Irlen blieb eine Dependance der Grundschule erhalten.
Nach Einführung des Denkmalschutzgesetzes Nordrhein-Westfalen wurden zu Beginn der 1980er Jahre zahlreiche Schulgebäude aus der Zeit bis in die 1920er Jahre in die Solinger Denkmalliste aufgenommen, der Schutzumfang umfasste meist nur die Gebäudehülle. Häufig geschah diese Eintragung entgegen der Einschätzung des Rheinischen Amtes für Denkmalpflege, da die Stadt sich durch die Unterschutzstellung Fördermittel des Landes erhoffte. So geschehen auch bei dem Schulgebäude Fürker Irlen, das mit seiner Gebäudehülle als Nummer 150 am 30. Oktober 1984 in die Denkmalliste aufgenommen wurde.
Nach rückläufigen Schülerzahlen in den 2000er Jahren wurden in Solingen mehrere Schulen geschlossen oder dezentrale Standorte aufgegeben. Darunter war auch das Schulgebäude Fürker Irlen, dessen Schließung aufgrund der beengten Raumsituation und des Investitionsstaus für 2011 vorgesehen war. Ein Erweiterungsneubau an der Erholungstraße schuf dort zusätzliche Kapazitäten, um die bisherige Dependance am Fürker Irlen aufgeben zu können. Im Jahre 2011 wurde die Schule geschlossen. Bis 2015 war in dem Gebäude die Kindertagesstätte Pusteblume untergebracht, ehe diese einen Neubau neben dem Schulgebäude Fürkerfeldstraße bezog. Ab 2015 wurde das Schulgebäude Fürker Irlen im Rahmen der Europäischen Flüchtlingskrise vorübergehend als Flüchtlingsunterkunft genutzt.
Das Schulgelände sowie einen hinter dem Schulhaus errichteten Neubau nutzt heute die integrative Kindertagesstätte Pinocchio.